# Faouzi Bensaïdi

Faouzi Bensaïdi (2016)

Faouzi Bensaïdi (arabisch فوزي بن السعيدي, DMG Fauzī b. as-Saʿīdī; * 14. März 1967 in Meknès) ist ein marokkanischer Filmregisseur und Filmschauspieler.

## Leben
Faouzi Bensaïdi wurde 1967 in Meknes geboren. Er studierte Schauspiel am Institut für Theaterkunst und Kultur in Rabat und am Nationalen Konservatorium für Schauspielkunst in Paris. Nach mehreren Theaterproduktionen begann Bensaïdi 1997 mit der Regie von Kurzfilmen. Sein Kurzfilm La Falaise feierte im März 1999 beim Fribourg Film Festival seine Premiere.
Sein Film Tod im Ausverkauf wurde bei der Oscarverleihung 2013 von Marokko als bester fremdsprachiger Film eingereicht.
Bensaïdis Film Déserts – Für eine Handvoll Dirham, für den er auch das Drehbuch schrieb, feierte im Mai 2023 bei den Internationalen Filmfestspielen in Cannes seine Premiere. 
Bensaïdi lebt seit einiger Zeit in Paris, wo er bereits zuvor als Theaterregisseur und Schauspieler arbeitete.

## Filmografie
- 1997: Mektoub – Das Schicksal (Mektoub, als Schauspieler)
- 1999: La falaise (Kurzfilm, Regie)
- 2000: Le mur (Kurzfilm, Regie und Drehbuch)
- 2000: Trajets (Kurzfilm, Regie und Drehbuch)
- 2003: Tausend Monate (Mille mois, Regie und Drehbuch, auch als Schauspieler)
- 2011: Baya Al Maut (auch Mort à vendre, Regie und Drehbuch, auch als Schauspieler)
- 2014: Short Plays (Regie)
- 2014: Mit innerer Überzeugung (Intime conviction)
- 2017: Volubilis (Regie und Drehbuch, auch als Schauspieler)
- 2018: Sofia (als Schauspieler)
- 2019: Interdependence Film (Regie)
- 2019: Vom Gießen des Zitronenbaums (It Must Be Heaven, als Schauspieler)
- 2022: Mouna Fettou in Jours d'été (Regie)
- 2022: Interactions – When Cinema Looks to Nature (Regie und Drehbuch)
- 2023: Déserts – Für eine Handvoll Dirham (Déserts, Regie, auch als Schauspieler)

## Auszeichnungen
Chicago International Film Festival
- 2003: Nominierung für den Gold Hugo im New Directors Competition (Tausend Monate)

Internationale Filmfestspiele Berlin
- 2012: Auszeichnung mit dem Preis der C.I.C.A.E. in der Sektion Panorama (Mort à vendre)

Internationale Filmfestspiele von Cannes
- 2000: Auszeichnung mit dem Gras Savoye Award (Le mur)
- 2003: Auszeichnung mit dem Le Premier Regard Award (Tausend Monate)
- 2003: Auszeichnung mit dem Award of the Youth (Tausend Monate)
- 2003: Nominierung für den Un Certain Regard Award (Tausend Monate)
- 2003: Nominierung für die Caméra d’Or (Tausend Monate)

Internationale Filmfestspiele von Venedig
- 2000: Lobende Erwähnung beim Besten Kurzfilm (Trajet)
- 2006: Nominierung für den Fedeora Award (WWW: What a Wonderful World)
- 2017: Nominierung für den Fedeora Award (Volubilis)

Marrakech International Film Festival
- 2006: Nominierung für den Golden Star (WWW: What a Wonderful World)
- 2023: Auszeichnung mit dem Étoile d’Or[3]

Mostra de València – Cinema del Mediterrani
- 2023: Auszeichnung für die Beste Regie (Déserts – Für eine Handvoll Dirham)[4]